# استان خودگردان یهودی
استان خودگردان یهودی (به روسی: Евре́йская автоно́мная о́бласть، تلفظ: یِوریْسکایا آوتُنُمنایا اُبلاست) یکی از واحدهای فدرال روسیه میباشد که مرکز آن، شهر بیروبیجان است.
این واحد در ناحیه فدرالی خاور دور و در مرز با کشور جمهوری خلق چین قرار دارد. جمعیت آن بر طبق سرشماری سال ۲۰۰۲ میلادی برابر با ۱۹۰٫۹۱۵ نفر و در سال ۲۰۱۰ برابر با ۱۷۶٫۵۵۸ بوده‌است.
بر طبق آمار سرشماری سال ۲۰۱۰ میلادی، از جمعیت این واحد فدرال کمتر از یک درصد یهودی‌اند و بقیه جمعیت را مسیحیان، مسلمانان و پیروان دیگر ادیان تشکیل می‌دهند.
به لحاظ نژادی، روس‌ها در حدود ۹۲٫۷٪ و اوکراینی‌ها در حدود ۲٫۸٪ از جمعیت این واحد فدرال را تشکیل می‌دهند.

## تاریخچه
استالین به همراه دسته‌ای از یهودی‌تباران کمونیست، نظریه ایجاد یک منطقه یهودی در روسیه به عنوان رقیبی برای نظریه صهیونیسم در ذهن داشتند و برای پیاده‌سازی اندیشه‌های خود دست به ایجاد این واحد فدرال زدند.